# Bergets naturreservat
Berget är ett naturreservat i Jönköpings kommun i Småland.
Reservatet är skyddat sedan 2013 och är 8 hektar stort. Området ligger mellan E4:an och gamla riksettan, ungefär 5 km norr om Gränna. Berget ingår i biosfärsområdet Östra Vätterbranterna.
Det värdefulla skogsområdet ligger i en sluttning ner mot Vättern där terrängen delvis är brant och kuperad.
Södra delen av reservatet utgörs av gammal betesmark som idag är lövskog bestående av björk, asp och hassel. Där finns också ett tiotal grova ekar. Norra delen innehåller granskog med inslag av stor ek och asp. I naturreservatet finns ett flertal rödlistade växter och de gamla ekarna är viktiga för moss- och lavarter. På dessa växer den rödlistade arten rosa skärelav och andra arter som rostfläck, guldlockmossa och fällmossa.